# 冀県 (甘粛省)
冀県（き-けん）は中華人民共和国甘粛省にかつて存在した県。現在の天水市甘谷県東部に相当する。
春秋時代、秦により設置される。西晋により廃止された。